# Хари де Уинд
Хари Уилс Даръл де Уинд (на английски: Harry Willes Darell de Windt) е британски журналист, писател и изследовател.

## Биография
Роден е на 9 април 1956 година в Париж, Франция. Хари де Уинд е син на капитан Джоузев Клейтън Дженинс де Уинд, а зет му е Чарлз Брук е Раджа на Сарауак. Приет е в колежа Магдален, Кеймбридж през 1875 година, но не завършва, защото пътешества със зет си от 1876 до 1878 година.
Първата му съпруга е Францис Лаура Арабела Лонг, сестра на Първия виконт Лонг от Лраксъл, за която се жени през 1882 година и имат дъщеря. Развеждат се през 1888 година. След това Хари де Уинд се жени за Хилда Францис И Кларк, дъщеря на проф. Уилям Робънсън Кларк през 1899 година. Тя умира през 1924 година, а през 1927 година Хари де Уинд се жени за трети път за актрисата Шарлот Елизабет Айъл с псевдоним Елейн Айнъскорт.
През пролетта на 1905 година Хари де Уинд, като кореспондент на „Уестминстър Газет“, обикаля Балканите и Македония, и оставя сведения за тях в книгата „През Дивата Европа“ (1907).
Умира на 30 ноември 1933 година в Борнмът, Великобритания.